# 안병경
안병경(安炳京, 安柄京, 1947년 11월 14일 ~ )은 대한민국의 배우이다.

## 학력
- 서라벌고등학교
- 중앙대학교 연극영화학과

## 생애
- 그는 중앙대학교 연극영화학과를 나왔고 1967년 연극배우 첫 데뷔하였으며 이어 같은 해 1967년 TBC 동양방송 특채 탤런트로 데뷔 후 이듬해 1968년 서울중앙방송(지금의 KBS 한국방송공사) 공채 8기 탤런트로 정식 데뷔를 하였다(당시 그의 KBS 공채 탤런트 동기로는 안대용 등이 있다.).
- 1993년도에 영화 "서편제"로 제14회 청룡영화상 남우조연상을 수상하였다.
- 소속사는 배우 길별은씨와 같은 소속사이다.

## 작품

### 드라마
- 1981년 KBS2 시추에이션 드라마 《포도대장》
- 1982년 KBS1 대하드라마 《풍운》
- 1982년 KBS1 어린이날 특집드라마 《소파 방정환》
- 1983년 KBS1 대하드라마 《개국》
- 1983년 KBS1 봄맞이 특집드라마 《매화연풍》
- 1983년 KBS2 월화드라마 《객주》
- 1983년 KBS2 주말연속극 《청춘행진곡》
- 1984년 KBS1 대하드라마 《독립문》
- 1985년 KBS1 미니시리즈 《황토》
- 1986년 KBS1 문화의 달 특집드라마 《초혼가》
- 1986년 KBS2 주간드라마 《형사 25시》
- 1987년 KBS1 석가탄신일 특집드라마 《이차돈》
- 1987년 KBS1 특집드라마 《환멸을 찾아서》
- 1987년 KBS1 TV소설 《진주탑》
- 1988년 KBS1 공사창립기념 대기획 《사로잡힌 영혼》
- 1988년 KBS 특집드라마 《한씨 연대기》
- 1988년 MBC 농촌드라마 《전원일기》
- 1988년 KBS1 서울올림픽 기념특집극 《춘향전》
- 1989년 KBS1 특집드라마 《두 석양》
- 1990년 KBS1 설날특집 드라마 《기다리는 사람들》
- 1990년 KBS1 설날특집 드라마 《추천석뎐》
- 1990년 KBS2 월화드라마 《파천무》
- 1990년 KBS2 주말연속극 《꽃 피고 새 울면》
- 1990년 KBS1 8.15 특집드라마 《왕조의 세월》
- 1990년 KBS1 추석특집 드라마 《몽기미 풍경》
- 1990년 KBS2 수목드라마 《검생이의 달》
- 1990년 KBS2 어린이 드라마 《우리 아빠 홈런》
- 1991년 KBS1 대하드라마 《왕도》
- 1991년 KBS2 수목드라마 《저린 손 끝》
- 1991년 KBS1 추석특집 드라마 《열녀, 지옥에 떨어지다》
- 1991년 KBS2 농촌드라마 《대추나무 사랑걸렸네》
- 1992년 KBS1 설날특집극 《너의 이름은 효자》
- 1992년 KBS2 주말연속극 《숲속의 바람》
- 1992년 KBS1 일일드라마 《해뜰날》
- 1992년 KBS2 시추에이션 드라마 《비가비》
- 1993년 KBS2 단막드라마 《신 손자병법》
- 1993년 KBS1 8.15 특집극 《시인과 광인》
- 1993년 KBS1 추석특집극 《마천마을 사람들》
- 1994년 KBS2 월화드라마 《한명회》
- 1994년 KBS1 6.25 특집드라마 《역사 앞에서》
- 1994년 KBS1 8.15 특집드라마 《빈 잔의 축배》
- 1995년 KBS1 대하드라마 《찬란한 여명》
- 1996년 KBS2 월화드라마 《조광조》
- 1996년 SBS 3.1절 특집극 《안중근》
- 1996년 SBS 대하드라마 《임꺽정》
- 1996년 KBS1 대하드라마 《용의 눈물》- 이오방 역
- 1996년 KBS2 납량특집 드라마 《전설의 고향 - 90년대 시리즈》
- 1997년 KBS1 TV소설 《초원의 빛》
- 1998년 KBS1 대하드라마 《왕과 비》
- 2000년 KBS2 특별기획드라마 《천둥소리》
- 2001년 KBS1 전원드라마《대추나무 사랑걸렸네3기》- 상훈 역
- 2001년 iTV 월화시트콤 《그래서 이웃사촌》
- 2004년 MBC 특별기획 대하드라마 《영웅시대》
- 2005년 KBS2 주간드라마 《소나기》
- 2006년 KBS 대하드라마 《서울1945》
- 2007년 KBS1 단막극 《KBS HDTV 문학관 - 서러워라 잊혀진다는 것은》
- 2007년 KBS1 농촌드라마 《대추나무 사랑걸렸네》
- 2012년 MBC 대하드라마 《무신》
- 2013년~2014년 KBS2 수목드라마 《예쁜남자》
- 2014년 OCN 토요드라마 《나쁜 녀석들》
- 2014년~2015년 SBS 드라마스페셜 《피노키오》 - MSC 보도본부장 역
- 2015년 TV조선 단막극 《위대한 이야기》
- 2015년 MBC 일일특별기획 《딱 너 같은 딸》

### 영화
- 1975년 《조총련》
- 1976년 《야성의 숲》
- 1978년 《길》
- 1979년 《돌의 초상》
- 1982년 《복수는 내게 맡겨라》
- 1984년 《각설이 품바 타령》
- 1985년 《철부지》
- 1987년 《한쪽날개의 천사》
- 1988년 《삼박골 보리밭》
- 1989년 《아제 아제 바라아제》 ... 송 기사 역
- 1989년 《며느리 밥풀꽃에 대한 보고서》
- 1989년 《단단한 놈》
- 1991년 《젊은 날의 초상》 ... 차석 역
- 1991년 《수잔 브링크의 아리랑》
- 1991년 《장군의 아들 2》
- 1992년 《타악기의 계절》 .... 허씨 역
- 1993년 《사랑하고 싶은 여자 & 결혼하고 싶은 여자》 ... 괴한 역
- 1993년 《5인의 말괄량이》
- 1993년 《서편제》 ... 낙산 거사 역
- 1993년 《소녀 18세》
- 1994년 《화남》
- 1994년 《불같은 남자》
- 1994년 《키스도 못하는 남자》 ... 육 상무 역
- 1994년 《태백산맥》
- 1995년 《헤드폰을 벗어라》 ... 권달수 역
- 1995년 《비상구가 없다》 ... 최 반장 역
- 1995년 《금홍아 금홍아》 ... 전당포 주인 역
- 1995년 《피아노가 있는 겨울》 ... 마 교수 역
- 1996년 《축제》 ... 새말아재 역
- 1997년 《창》 ... 가계 창씨 역
- 2001년 《썸머타임》 ... 박씨 역
- 2002년 《취화선》 ... 팽만관 역
- 2006년 《삼거리 극장》 ... 변 선생 역
- 2007년 《천년학》... 낙산 거사 역
- 2011년 《달빛 길어올리기》 ... 덕순 역
- 2014년 《신이 보낸 사람》 ... 박성택 역
- 2014년 《제4 이노베이터》 ... 미래 원장 역
- 2015년 《폴라로이드》
- 2015년 《음란한 가족》
- 2018년 《내 나이가 어때서》 ... 병건 역